# アブドゥラジズ・アル＝ジャヌービ
アブドゥラジズ・アル＝ジャヌービ（Abdulaziz Al-Janoubi、1974年7月20日 - ）は、サウジアラビアの元サッカー選手。元サウジアラビア代表。ポジションはディフェンダー。

## 来歴
1997年にサウジアラビア代表デビュー。出場機会は無かったが1998 FIFAワールドカップのメンバーにも選ばれた。また、AFCアジアカップ2004にも出場した。サウジアラビア代表で25試合に出場、2得点をあげた。

## 代表歴

### 出場大会
- サウジアラビア代表
  - 1998 FIFAワールドカップ

### 試合数
- 国際Aマッチ 25試合 2得点（1997年-2004年）[1]

| サウジアラビア代表 | 国際Aマッチ | 国際Aマッチ |
| 年                 | 出場        | 得点        |
| ------------------ | ----------- | ----------- |
| 1997               | 4           | 0           |
| 1998               | 1           | 0           |
| 1999               | 0           | 0           |
| 2000               | 0           | 0           |
| 2001               | 0           | 0           |
| 2002               | 6           | 0           |
| 2003               | 8           | 2           |
| 2004               | 6           | 0           |
| 通算               | 25          | 2           |